# Renato Johnsson
Renato Antonio Johnsson (Curitiba, 22 de março de 1938) é advogado e político brasileiro filiado ao Partido da Social Democracia Brasileira (PSDB).

## Biografia
Filho de Waldemar Johnsson e Iracema Weigert Johnsson, formou-se em direito pela Universidade Federal do Paraná.
Sua carreira política iniciou-se ao filiar-se à ARENA em 1975. Quatro anos depois, foi nomeado pelo governador Ney Braga para assumir a Secretaria do Interior. Com a eliminação do bipartidarismo, foi para o PDS em 1980.
Pelo PDS, obteve seu primeiro mandato como deputado federal. Ele foi um dos 3 parlamentares que se abstiveram da votação da Emenda Dante de Oliveira, em 1984. Tendo votado em Paulo Maluf na eleição indireta para presidente no ano seguinte, deixou o PDS e foi para o PMDB, reelegendo-se para um novo mandato. Em 1989, filia-se ao PRN, obtendo seu terceiro mandato consecutivo.
Na votação do impeachment de Fernando Collor de Mello, votou favoravelmente pela abertura do processo. Em 1993 sai do PRN e vai para o recém-fundado PP, e por este partido reelege-se para o quarto mandato de deputado federal Filiado ao PPB em 1995, Johnsson decide não concorrer a um quinto mandato na Câmara dos Deputados, encerrando assim sua trajetória política.